# Albert Borsig

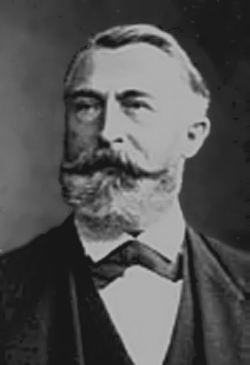
August Julius Albert Borsig

August Julius Albert Borsig (* 7. März 1829 in Berlin; † 10. April 1878 ebenda) war ein deutscher Unternehmer. Er war der Sohn von August Borsig, dem Gründer der Borsigwerke.

## Werdegang und Nachfolge
Albert Borsig besuchte in den letzten drei Jahren seiner Schulausbildung das Friedrichwerdersche Gymnasium. Einen großen Teil seiner freien Zeit verbrachte er in den Werkstätten des väterlichen Betriebes und hatte bereits die Formerei erlernt, als er 1848 das Abitur machte. Nach einer umfassenden praktischen Ausbildung in der Fabrik besuchte er ein Jahr lang das Königliche Gewerbe-Institut in Berlin, um dann seinen Militärdienst bei der Artillerie abzuleisten. Als 25-Jähriger trat er 1854 in das florierende Familienunternehmen ein und übernahm nach dem Tod August Borsigs dessen Führung. Seine drei Söhne (Ernst Borsig, Arnold Borsig und Conrad von Borsig) wiederum leiteten die Maschinenbauanstalt und Eisengießerei in Moabit bis zur Vereinigung der Berliner Produktionsstätten zu einem großen Werk bei Tegel um die Jahrhundertwende.

## Unternehmerisches Wirken

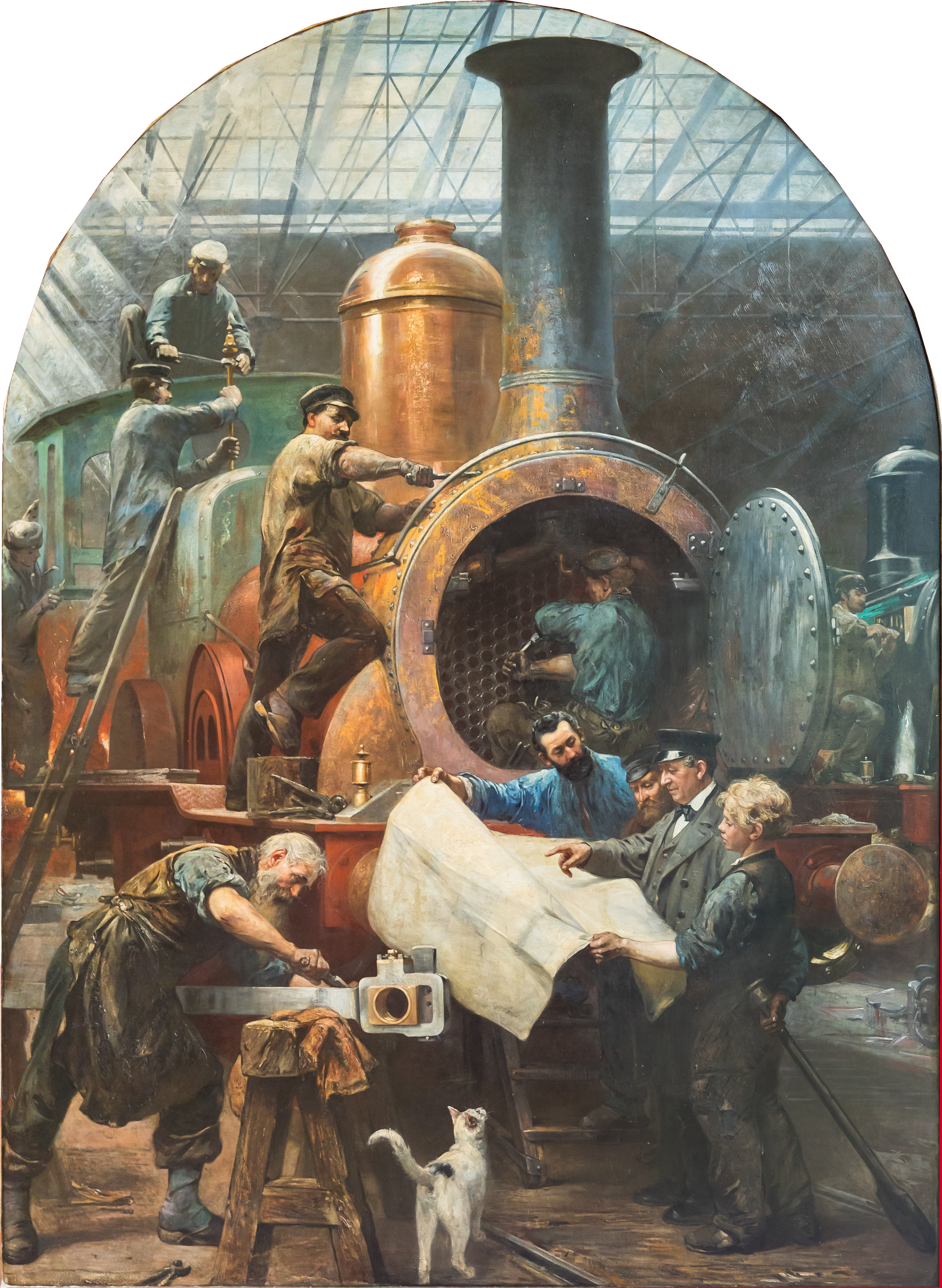
Eisenbahnbau bei Borsig, aus dem Zyklus Lebensgeschichte einer Lokomotive von Paul Friedrich Meyerheim

In der 1837 von August Borsig gegründeten Maschinenbauanstalt zu Berlin nahe dem Oranienburger Tor wurden hauptsächlich Lokomotiven gebaut. Das hierzu erforderliche Schmiedeeisen musste anfangs aus England bezogen werden. Diese Abhängigkeit führte 1847 zur Gründung eines eigenen Eisenwerkes in Moabit, das 1850 in Betrieb ging. Der 1854 erfolgte Zukauf von Kohlengruben bei Biskupitz in Oberschlesien hatte den Bau eines Hochofenwerkes in unmittelbarer Nähe zum Ziel. Albert Borsig führte die Pläne seines verstorbenen Vaters aus, und 1859 wurde die Hochofenanlage fertiggestellt.
Der Aufbau der Gruben und Werke in Oberschlesien war Albert Borsigs erste unternehmerische Leistung. Außerdem gelang es ihm, die Produktion der Werke stetig zu steigern und damit zunehmend für den internationalen Markt zu produzieren. In der Zeit von 1856 bis 1858 wurden die Produktionsstätten in Berlin und Moabit stark vergrößert und die jährliche Produktion auf 150 bis 160 Lokomotiven erhöht. 1870 verlegte Borsig das Moabiter Walzwerk nach Schlesien, während in den frei gewordenen Räumen  Schmiede- und Kesselschmiedewerkstätten für die Lokomotivenbauanstalt eingerichtet wurden. Hierdurch stieg die Produktion auf jährlich 250 Lokomotiven. Die einhundertste Lokomotive wurde 1846, die fünfhundertste 1854, die dreitausendste 1873 fertiggestellt; bis 1885 waren es im Ganzen 4100 Lokomotiven. Ergänzt wurde das Fertigungsprogramm des Unternehmens durch die vom Moabiter Werk gelieferten Dampfmaschinen, Wasserhaltungs- und Fördermaschinen, Einrichtungen zu gewerblichen Anlagen, Dampfkessel sowie Brücken. 
Albert Borsig war 1872 Mitbegründer der in Dortmund in unmittelbarer Nähe des nach ihm benannten Borsigplatzes an der Borsigstraße gelegenen Maschinenfabrik Deutschland (MFD) sowie der Berliner Firma Baugesellschaft für Eisenbahn-Unternehmungen, F. Pleßner & Comp.
Für seine Verdienste um das Gemeinwohl wurde Albert Borsig 1869 der Ehrentitel eines Geheimen Kommerzienrates verliehen.
Mit dem Tode Albert Borsigs endete das erfolgreichste Kapitel Borsigscher Tätigkeit. Die Firma wurde danach einem Kuratorium unterstellt, bis seine Söhne alt genug waren und 1894 die Firmenleitung übernehmen konnten.

## Borsig als Gutsherr

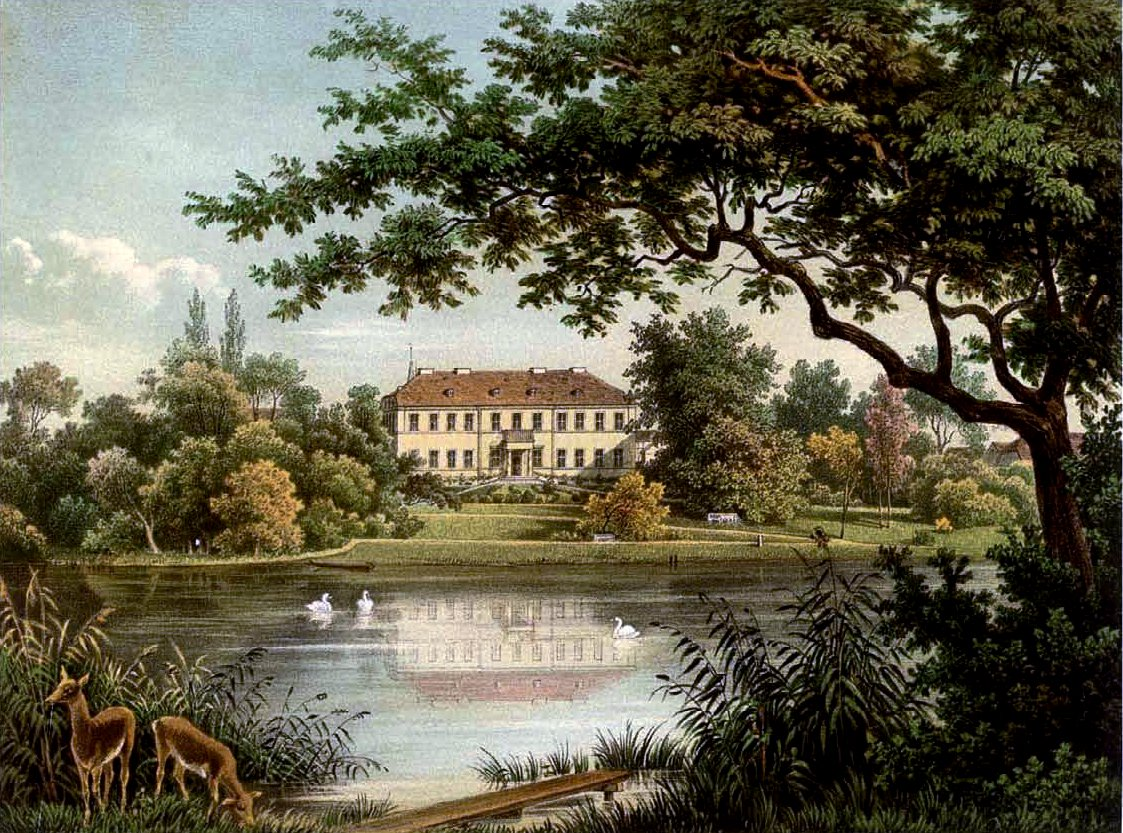
Gut Groß Behnitz um 1860, Sammlung Alexander Duncker

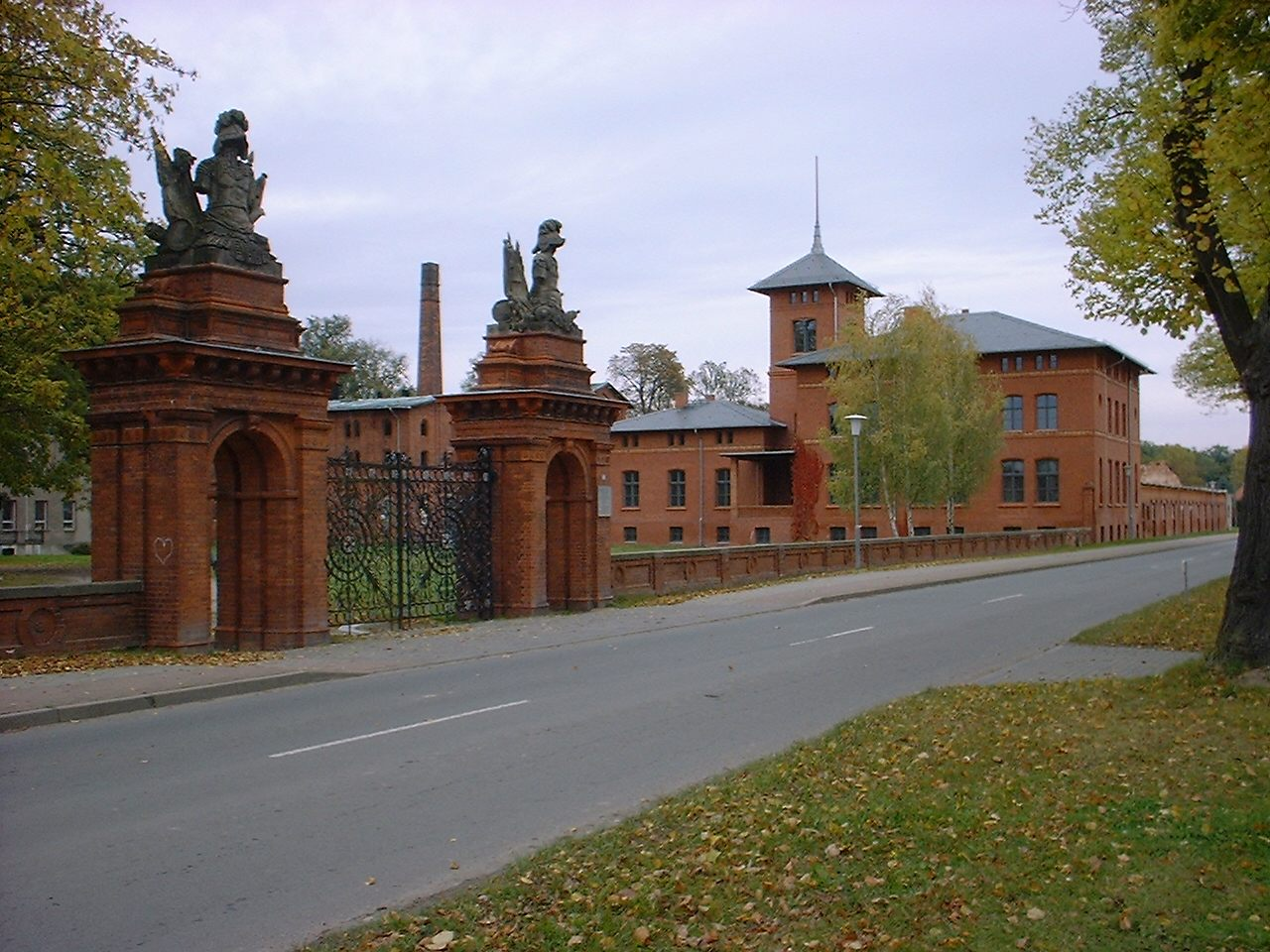
Landgut der Borsigs

1866 erwarb Albert Borsig für sich und seine Familie das vormalig der Familie Itzenplitz gehörende Gut Groß Behnitz in Groß Behnitz im Havelland. Dessen um 1980 restaurierter Zugang ist bekannt für seine von dem – auf der anderen Straßenseite gegenüber der Borsig-Fabrik stehenden – 1867 abgerissenen Oranienburger Tor stammenden, von Carl von Gontard geschaffenen frühklassizistischen Trophäen aus Sandstein. Borsig ließ sie von Berlin nach Groß Behnitz transportieren und auf die roten Backsteinsockel rechts und links des Tores setzen. Unter Borsigs Leitung entstand auf dem Landgut ein umfangreiches Ensemble von Ziegelbauwerken als Zentrum eines auf der Basis neuzeitlicher Technologien organisierten agrarischen Musterbetriebes. 
Albert Borsig bereicherte die Parkanlage mit seltenen Bäumen und machte sich einen Namen als Pflanzenkenner; nach ihm wurde die 1848 aus Mexiko in Europa eingeführte Kletterpflanze „Köstliches Fensterblatt“ („Monstera borsigiana“, auch „Monstera deliciosa var. borsigiana“) benannt.

## Palais Borsig
In der Voßstraße 1 an der Ecke zur Wilhelmstraße ließ Borsig sich 1875–1877 ein repräsentatives Haus bauen. Er konnte sein Palais Borsig jedoch nicht mehr nutzen, da er bald nach Fertigstellung verstarb.